# SMPTE 424M
Lo SMPTE 424M è uno standard pubblicato dalla SMPTE che espande le precedenti specifiche SMPTE 259M, SMPTE 344M e SMPTE 292M, permettendo bitrate di 2.970 Gbit/s e 2.970/1.001 Gbit/s su un singolo cavo coassiale. Questi bitrate sono sufficienti per il video 1080p a cadenze di 50 o 60 fotogrammi per secondo.
Questo standard fa parte della famiglia che definisce un'interfaccia digitale seriale; comunemente, è noto come 3G-SDI.